# Saison 3 de Xena, la guerrière
Chronologie
Saison 2 de Xena, la guerrière Saison 4 de Xena, la guerrière
Cet article présente le guide des épisodes de la troisième saison de la série télévisée Xena, la guerrière.

## Distribution

### Personnages principaux
- Lucy Lawless (VF : Denise Metmer) : Xena[1]
- Renée O'Connor (VF : Marie-Laure Dougnac) : Gabrielle[2]

### Acteurs récurrents
- Patrick Floersheim : le narrateur
- Ted Raimi : Joxer
- Kevin Smith (VF : Thierry Mercier) : Arès
- Hudson Leick : Callisto
- Marton Csokas : Khrafstar/Borias
- Karl Urban : Jules César
- Alexandra Tydings : Aphrodite
- Bruce Campbell : Autolycos

## Épisode 1:Les Furies
- États-Unis : 29/09/1997 (Syndication)
- France : 06/02/1999 (TF1)

- Darien Takle : Cyrène
- Celi Fonsesca : Tisiphone
- Graciele Heredia :  Mégère
- Asa Lindh : Alecto
- Craig Walsh-Wrightson : le prêtre Lysis
- Hudson Leick : Callisto (vision)

- Il y a un clin d’œil à la célèbre réplique[Laquelle ?] d’Apocalypse Now.
- C’est la toute première fois que l’on entend le prénom de la mère de Xena : Cyrène.
- On peut entrapercevoir Callisto un bref instant lorsque Xena se bat contre ses démons.
- On peut noter une erreur : les créatures qu’Arès emploie pour persécuter et pourchasser Xena sont en fait des Érinyes et non pas des Sylphides qu’on verra plus tard dans l’épisode 5. De plus, contrairement à ce qui est dit dans l’épisode, Oreste a bien tué sa mère pour venger son père, et c’est pour cette raison qu’il est poursuivi par les Érinyes.
- Lors du générique de fin, on peut lire ceci : Xena’s sanity was not harmed during the production of this motion picture. The Furies, however, will be opening their own lap-dancing variety show off-off-off Broadway soon. « La santé mentale de Xena n’a pas été blessée durant la production de cet épisode. Les Furies, par contre, monteront bientôt un spectacle de lap-dance sur les planches de Broadway. »[3]
- Créatures et personnages légendaires : Arès, Érinyes

## Épisode 2:Un Jour Sans Fin
- États-Unis : 06/10/1997 (Syndication)
- France : 13/02/1999 (TF1)

- John McKee : le seigneur Menos
- Norman Fairley : le seigneur Lycost
- Deverik Williams : Tybelos
- Rebekah Davies : Hermia
- Norman Forsey : Casca

- Clin d’œil au film culte Un jour sans fin.
- La rivalité des Menos et Lycost rappelle celle des Capulet et Montaigu.
- Lors du générique de fin, on peut lire ceci : The rooster was not harmed during the production of this motion picture, although his feathers were severely ruffled. However, a little gel and mousse straightened out the mess. « Le coq n’a pas été blessé durant le tournage de cet épisode, par contre son plumage a été sévèrement malmené. Néanmoins, un peu de gel et de mousse ont arrangé cela. »[4]

## Épisode 3:Les Mercenaires
- États-Unis : 13/10/1997 (Syndication)
- France : 27/02/1999 (TF1)

- Katrina Hobbs : Glaphyra
- Charles Mesure : Darnelle
- Jon Brazier : Walsim
- Stephen Ure : Monlik
- Jonno Roberts : Agathon

- Le titre et la trame de l’épisode s’inspirent du film Les Douze Salopards.
- Créatures et personnages légendaires : Agathon

## Épisode 4:Une vieille ennemie
- États-Unis : 20/10/1997 (Syndication)
- France : 06/03/1999 (TF1)

- Jennifer Ward-Lealand : Boadicée
- Meighan Desmond : Discorde
- Catherine Boniface : Méridian

- Gabrielle ôte sa première vie.
- Créatures et personnages légendaires : Boadicée, Discorde

## Épisode 5:L'espoir de Gabrielle
- États-Unis : 27/10/1997 (Syndication)
- France : 13/06/1999 (TF1)

- Mark Clare : Eochaid
- Peter Feeney : Caswallawn
- Robert Harte : Goewin
- Bert Keiller : Cadbury
- Michelle Huirama : une sylphide
- Nicola Brown : une autre sylphide
- Catherine Boniface : Méridian (vision)

- Comme mentionné dans les commentaires du premier épisode, les créatures qui recherchent l’enfant de  Gabrielle sont les vraies sylphides.
- On peut noter un clin d’œil à la légende d’Arthur avec les chevaliers de la table ronde et l’épée dans la roche.
- Créatures et personnages légendaires : Sylphides

## Épisode 6:La Dette 1/2
- États-Unis : 03/11/1997 (Syndication)
- France : 20/03/1999 (TF1)

- Jacqueline Kim : Lao Ma (en)
- Grant McFarland : Ming Tzu
- Daniel Sing : Ming T’ien

- On peut noter deux clins d’œil, le premier au film Apocalypse Now, quand Xena émerge de l’eau le couteau entre les dents ; le second au film Les Aventuriers de l'arche perdue, quand elle fait face à des chinois portant deux sabres et finit par tuer le dernier au chakram.
- Lors du générique de fin, on peut lire ceci : No Frock Tarts were killed during the production of this motion picture, although they wish they had been. « Aucune robe chinoise n’a été blessée durant le tournage de cet épisode, bien qu’elles en rêvassent. »[5]

## Épisode 7:La Dette 2/2
- États-Unis : 10/11/1997 (Syndication)
- France : 27/03/1999 (TF1)

- Jacqueline Kim : Lao Ma (en)
- Grant McFarland : Ming Tzu
- Daniel Sing : Ming T’ien
- Ric Chan : Jiu

- Gabrielle trahit Xena pour l’empêcher de tuer, bien que la princesse guerrière tue presque tous ses ennemis depuis sa rédemption.
- Lors du générique de fin, on peut lire ceci : Xena’s and Gabrielle’s relationship suffered another blow (although Gabrielle doesn’t know it yet) during the production of this motion picture. « La relation entre Xena et Gabrielle a essuyé un autre coup dur (bien que Gabrielle ne le sache pas encore) durant le tournage de cet épisode. »[6]

## Épisode 8:Le Roi des Assassins
- États-Unis : 17/11/1997 (Syndication)
- France : 03/04/1999 (TF1)

- Gina Torres : Cléopâtre
- Jonathon Hendry : Pontius
- Larry Keating : le seigneur de guerre assassiné
- Nerida Nichols : une femme de chambre

- Joxer aurait donc deux frères : Jett et Jesse.
- Créatures et personnages légendaires : Cléopâtre

## Épisode 9:Prêtresse ou guerrière?
- États-Unis : 12/01/1998 (Syndication)
- France : 17/04/1999 (TF1)

- Macgregor Cameron : Bailius
- Matty J. Ruys : Dexon
- Ted Clark : Thoraclès
- Megan Nicol : une vierge d’Hestia

- Cet épisode s’inscrit dans la lignée des sosies de Xena ; après la princesse Diana (Les Deux Princesses) et Meg (Le Mystère des trois princesses), on découvre le troisième sosie de Xena, la prêtresse Léah.
- Lors du générique de fin, on peut lire ceci : Despite another Xena look-alike, the gene pool (or rather gene puddle) was not harmed during the production of this motion picture. « Malgré un autre sosie de Xena, l’héritage génétique (jeu de mots entre pool, « piscine », et puddle, « mare ») n’a pas été blessé lors du tournage de cet épisode. »[7]

## Épisode 10:Le Défi
- États-Unis : 19/01/1998 (Syndication)
- France : 24/04/1999 (TF1)

- Lawrence Makoare : le leader des barbares
- Stephen Hall : Thelonius
- Peter Mason : Billius
- John McKee : Scaberus
- Paul Norell : le colporteur
- Ranald Hendriks : le moine
- Jean Hyland : la prêtresse

- Lors du générique de fin, on peut lire ceci No naked Gabrielles were harmed during the production of this motion picture. « Aucune Gabrielle nue n’a été blessée lors du tournage de cet épisode. »[8]
- Créatures et personnages légendaires : Aphrodite

## Épisode 11:Instincts maternels
- États-Unis : 26/02/1998 (Syndication)
- France : 01/05/1999 (TF1)

- Jeff Boyd : Kaleipus
- Danielle Cormack : Éphiny
- Amy Morrison : Hope / Fayla
- Reece Rocewyk : Xenan
- David Taylor : Solan

- La statuette de loup est l’œuvre de Senticulès,  personnage apparu dans Solstice d'hiver.
- Lors du générique de fin, on peut lire ceci : Xena and Gabrielle's relationship was harmed during the production of this motion picture. « La relation entre Xena et Gabrielle a essuyé un autre coup dur durant le tournage de cet épisode. »[9].
- On peut noter les prémices de la séparation imminente entre Xena et Gabrielle lors du générique de fin du septième épisode de la saison en cours (voir commentaires).

## Épisode 12:Amertume
- États-Unis : 02/02/1998 (Syndication)
- France : 08/05/1999 (TF1)

- Daniel Sing : Ming T’ien
- Willa O'Neill : Lila
- David Taylor : Solan

- Épisode atypique, en effet c’est le premier épisode chantant de la série.
- Le titre original est un jeu de mots entre suite et sweet (sucré).
- Lors du générique de fin, on peut lire ceci : The musical genre was not harmed during the production of this motion picture. In fact, the Producers sincerely hope you were A-MUSE-D by this episode. « Le genre musical n’a pas été blessé lors du tournage de cet épisode. À vrai dire, les producteurs sont sincèrement ravis que vous vous soyez A-MUSÉ-S. »[10]

## Épisode 13:Seule contre tous
- États-Unis : 09/02/1998 (Syndication)
- France : 15/05/1999 (TF1)

- Douglas Kamo : Dorian
- Nick Kemplen : Phidippidès

- Lors du générique de fin, on peut lire ceci : Gabrielle’s ankle was harmed during the production of this motion picture. « La cheville de Gabrielle a été blessée lors du tournage de cet épisode. »[11]
- Créatures et personnages légendaires : guerres médiques, Phidippidès

## Épisode 14:Le pardon
- États-Unis : 16/02/1998 (Syndication)
- France : 22/05/1999 (TF1)

- Shiri Appleby : Tara
- Brett Coutts : Micah
- Mervyn Smith : Dorus
- Wade Jackson : Wayan

- Lors du générique de fin, on peut lire ceci : No street-talking, cat-fighting, barroom-brawling juvenile delinquents were harmed during the production of this motion picture. « Aucun parler de rue, combat de chats ou rixes de bar entre jeunes délinquants n’a été blessé durant le tournage de cet épisode. »[12]

## Épisode 15:Les escrocs
- États-Unis : 23/02/1998 (Syndication)
- France : 29/05/1999 (TF1)

- Patrick Fabian : Rafe
- Cameron Rhodes : Eldon
- Stig Eldred : Titus
- Justin Curry : Léo
- Robert McMullen : le croupier

- Lors du générique de fin, on peut lire ceci : No Con Men were conned during the production of this motion picture. « Aucun escroc n’a été escroqué durant le tournage de cet épisode. »[13]

## Épisode 16:Vacances romaines
- États-Unis : 03/03/1998 (Syndication)
- France : 05/06/1999 (TF1)

- Matthew Chamberlain : Crassus
- Jeremy Callaghan : Pompée
- Tamati Rice : Vercinix
- Grant Triplow : Brutus
- Katrina Browne : Mendala

- La capture de Vercinix fait référence à celle de Vercingétorix.
- Gabrielle ôte sa deuxième vie.
- Lors du générique de fin, on peut lire ceci : Caesar’s Palace was not harmed during the production of this motion picture. However, Crassus and the gladiators went down for the count. « Le palais de César n’a pas été détruit lors du tournage de cet épisode, par contre, Crassus et les gladiateurs sont allés au tapis. »[14]
- Créatures et personnages légendaires : Crassus, Pompée

## Épisode 17:Souvenirs, souvenirs
- États-Unis : 09/03/1998 (Syndication)
- France : 12/06/1999 (TF1)

- Jan Hellriegel : la prêtresse de Mnémosyne
- Mark Webley : un garde du temple
- Lana Garland : une jeune femme

- L’épisode lève un peu le voile sur la vérité des sentiments de Gabrielle envers Xena, ainsi que sur le fait qu’elle soit arrivée en Chine avant elle.
- Lors du générique de fin, on peut lire ceci : Xena and Joxer were not forgotten during the production of this motion picture. « Xena et Joxer n’ont pas été oubliés lors du tournage de cet épisode. »[15]
- Créatures et personnages légendaires : Mnémosyne

## Épisode 18:La Femme aux bijoux
- États-Unis : 13/04/1998 (Syndication)
- France : 26/06/1999 (TF1)

- Lawrence Makoare : Maecenus
- Renee Schuda : Xena jeune
- Callum Gallagher : Lyceus jeune

- Lors du générique de fin, on peut lire ceci : Joxer’s dignity was slightly harmed during the production of this motion picture. However, Gabrielle’s pink nightie was restored to its original condition. « La dignité de Joxer fut légèrement blessée lors du tournage de cet épisode. Cependant, le négligé de Gabrielle fut remis en état. »[16]

## Épisode 19:Le Raz de Marée
- États-Unis : 20/04/1998 (Syndication)
- France : 03/07/1999 (TF1)

- Stephen Tozer : Thadéus
- Angela Marie Dotchin : Soraya
- Todd Rippon : Macon
- Toby Fisher : Pétrodès
- Stephen Hall : le capitaine

- L’acteur Todd Rippon qui interprète Macon a interprété le rôle de Goliath dans Mon Ami Goliath.
- Une erreur est à noter : Gabrielle et Soraya insufflent de l’air dans des gourdes pour respirer mais il s’agit surtout de CO2.
- Lors du générique de fin, on peut lire ceci : No Cast or Crew were singing “Tanks for the Memories” during the production of this motion picture. However, the phrase “Strike the Set” was given new meaning. « Aucun membre du casting ou de l’équipage ne chantait Tanks for the Memories lors du tournage de cet épisode, par contre, le sens de la phrase « Démonter le décor » a bien changé. »[17]

## Épisode 20:La Statue
- États-Unis : 27/04/1998 (Syndication)
- France : 10/07/1999 (TF1)

- Jon Brazier : Tarsès
- John O’Leary : Adar
- Adrian Keeling : le général

## Épisode 21:La Cérémonie 1/2
- États-Unis : 10/05/1998 (Syndication)
- France : 17/07/1999 (TF1)

- Renée O’connor : Hope
- Jodie Rimmer : Séraphine
- Stephen Ure : Werfner
- Elizabeth Pendergrast : Atropos (moire)
- Micaela Daniel  : Lachésis (moire)
- Samantha Adriaanse : Clotho (moire)

- Lors du générique de fin, on peut lire ceci : No Pulsing Cocoons were hatched during the production of this motion picture. What you witnessed was purely a reenactment. « Aucun cocon n’a éclos durant le tournage de cet épisode. Ce que vous avez vu était simplement une reconstitution. »[18]
- Créatures et personnages légendaires : Moires

## Épisode 22:La Cérémonie 2/2
- États-Unis : 19/05/1998 (Syndication)
- France : 24/07/1999 (TF1)

- Jodie Rimmer : Séraphine
- Stephen Ure : Werfner
- Elizabeth Pendergrast : Atropos (moire)
- Micaela Daniel  : Lachésis (moire)
- Samantha Adriaanse : Clotho (moire)
- Jeremy James Wood : un disciple de Dahak
- Roussel Dubois : un autre disciple de Dahak

- Lors du générique de fin, on peut lire ceci : Gabrielle finally went off the deep end during the production of this motion picture. « Gabrielle a finalement piqué une crise durant le tournage de cet épisode. »[19]